# Storia degli ebrei in Provenza e Linguadoca

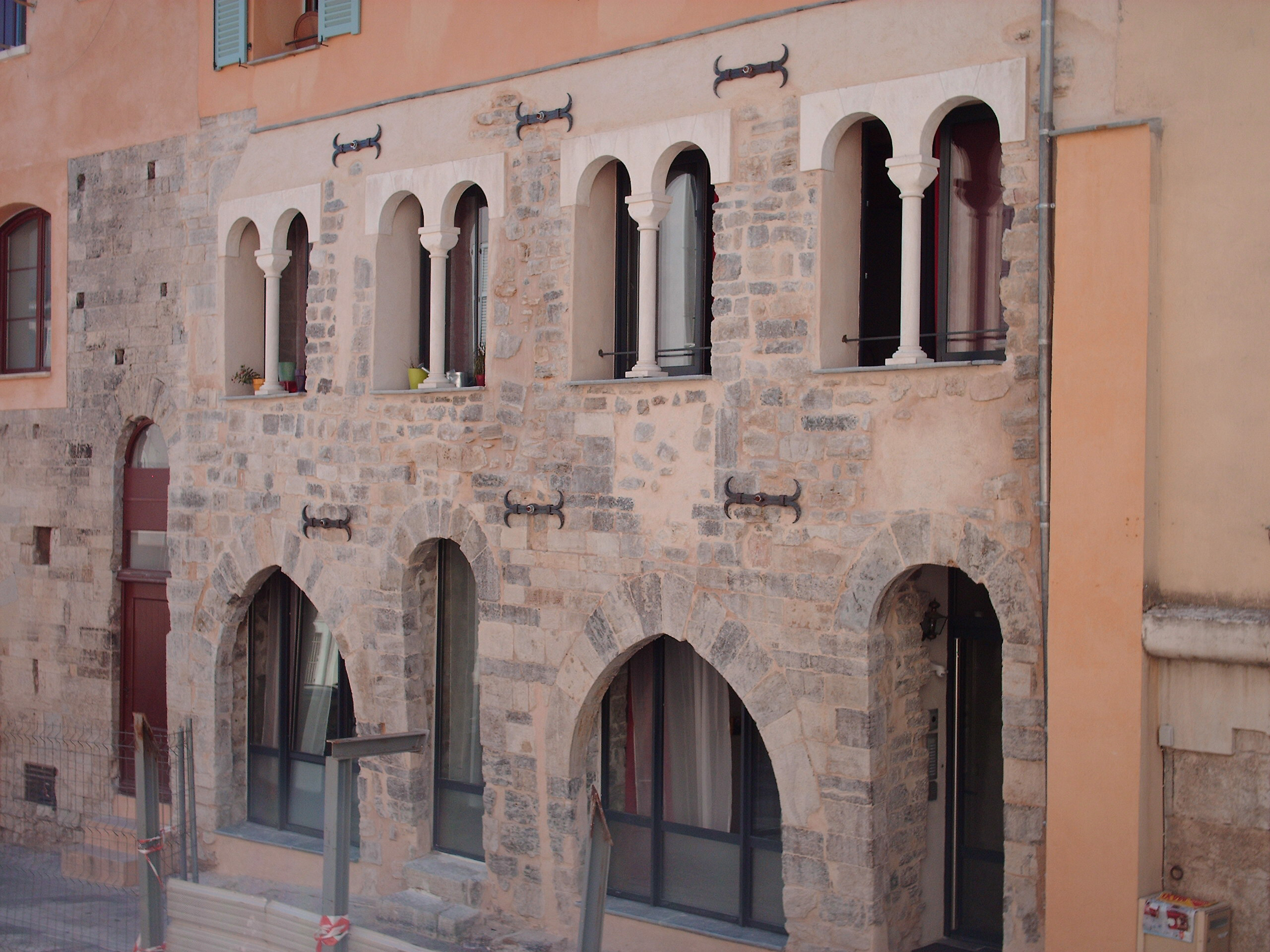
Facciata di un edificio nel ghetto di Draguignan.

La storia degli ebrei in Provenza e Linguadoca risale al I secolo; la presenza ebraica è attestata da reperti e resti archeologici di quest'epoca, come ad esempio una lampada ad olio decorata con il candeliere a sette bracci (la Menorah) rinvenuto nel 1967 a Orgon nelle Bocche del Rodano.
Durante il Medioevo gli ebrei delle due regioni beneficiarono della vicinanza con l'importante ed assai numerose comunità spagnola nonché della relativa indipendenza delle autorità locali dalle potenze sia spagnole che francesi. Una vasta comunità si stabilì a Narbona a partire dall'VIII secolo e tra il XII e il XIII secolo si verificò un grande progresso intellettuale grazie alle cosiddette "famiglie di studiosi", di cui gli Ibn Tibbon costituiscono solamente uno dei tanti esempi. Essi parteciparono allo sviluppo dello studio della filosofia e della scienza all'università di Montpellier (nell'attuale Linguadoca-Rossiglione).
Qui e nel vicino principato di Catalogna fiorirono anche le prime formulazioni storiche della Cabala ebraica.
Gli ebrei vennero espulsi dalla Linguadoca, così come accadde anche tutti gli alti loro correligionari del regno di Francia nel XIV secolo e l'annessione della Provenza, posta sotto la corona francese nel XVI secolo, portò alla fuga degli ebrei i quali trovarono rifugio nel territorio dei possedimenti dello Stato della Chiesa, ad Avignone e nel Contado Venassino ove rimasero confinati nel quartiere ebraico (i «carrières»).
Nel XVIII secolo la loro condizione cominciò lentamente a migliorare, poterono così restaurare e decorare le sinagoghe di Carpentras e di Cavaillon, che rimangono a tutt'oggi tra le più belle e antiche della Francia.
La rivoluzione francese portò all'emancipazione ebraica degli "Ebrei del papa" la cui comunità subì una rapida assimilazione culturale. L'ultimo parlante dell'ebraico-provenzale è stato il poeta e scrittore Armand Lunel, deceduto nel 1977. Tuttavia una nuova comunità si è sviluppata nel corso dl XX secolo, prima con l'arrivo degli Aschenaziti nelle grandi città come Marsiglia, poi con l'immigrazione degli ebrei dal Nordafrica e soprattutto dall'ex Algeria francese, fatto questo che ha comportato la rivitalizzazione della comunità ebraica in tutte le principali città.

## Dalle origini all'anno 1000

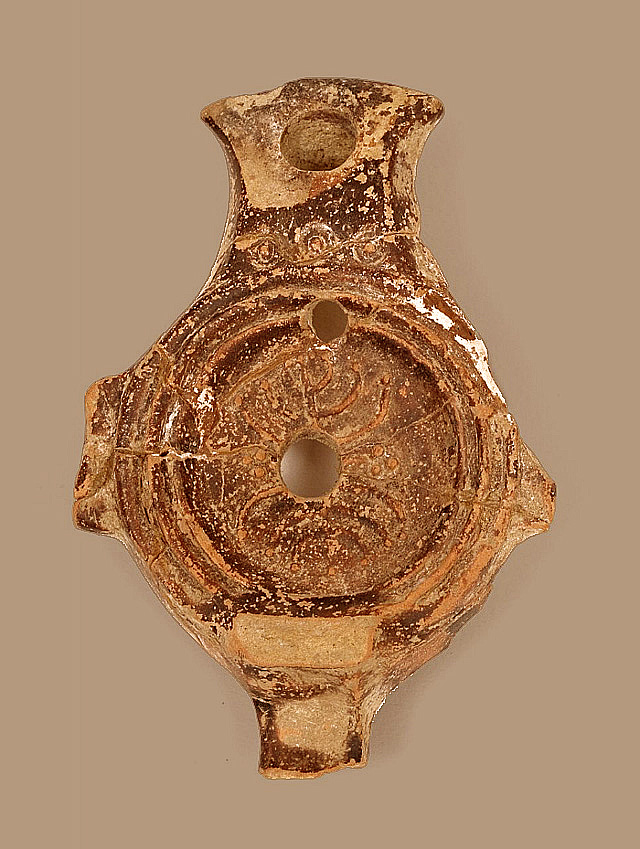
Resti di una lampada ad olio ebraica rinvenuti a Orgon.

La prima prova di una presenza ebraica nell'attuale Provenza è legata alla scoperta archeologica di Orgon (non molto distante da Cavaillon) nel 1967 di una lampada ebraica risalente con tutta probabilità al I secolo. Altri reperti archeologici confermano la presenza ebraica nella valle del Rodano inferiore tra il I e il V secolo.
Nel corso del VI secolo vivevano ebrei a Marsiglia, Arles, Uzès e Narbona. Le prime persecuzioni scatenate nel settentrione spinsero gli ebrei a tornare a stabilirsi ulteriormente nel Midi, in special modo a Marsiglia. Se i vescovi di Arles e Marsiglia tentarono inizialmente di sottoporli al battesimo con la forza, dopo gli ordini ricevuti da Papa Gregorio I (590-604) a tal proposito poterono finalmente essere lasciati in pace.
Nel VII e VIII secolo la Septimania - che copre approssimativamente la Linguadoca e nella Contea del Rossiglione - servì da rifugio per gli ebrei oppressi nel regno visigoto. Al VII secolo è datata la più antica iscrizione ebraica trovata in territorio francese, precisamente a Narbona; decorata con un candeliere reca la frase in lingua ebraica שלם על'שראל (pace su Israele).
La condizione degli ebrei a Narbona sotto i primi Carolingi si rivelò essere molto favorevole; essi stabilirono un importante centro di studi sull'ebraismo almeno dall'VIII secolo, degradatosi solo con l'avvento di Carlo III di Francia (898-922). In quello stesso scorcio di tempo vennero fondate delle comunità anche ad Auch e a Nîmes e, nel IX secolo, l'immigrazione spagnola contribuì alla formazione di nuove comunità, tra cui quella di Carcassonne.

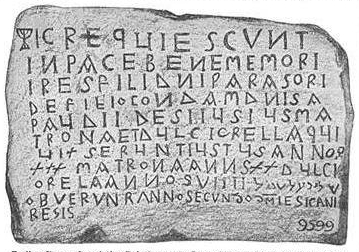
Epitaffio ebraico di Narbonne (689).

## Crescita dell'ebraismo nel Sud del XII secolo
Nell'XI secolo comunità ebraiche comparvero sia a Tolosa che a Lodève, nell'attuale Occitania.
Il XII secolo fu un periodo di prosperità per l'ebraismo meridionale il quale beneficiava dello spirito di tolleranza che allora predominava alle corti di Tolosa e Béziers. Armand Lunel ha potuto scrivere: "sotto il cielo dei trovatori, per la dolcezza nativa del temperamento la durezza del rapporto tra la Chiesa e la Sinagoga poté essere gradualmente ridotta, mentre il peso della disapprovazione teologica si alleggerì permettendo la convivenza pacifica dei cristiani e degli ebrei".
I conti di Tolosa e i visconti Trencavel che governarono a Béziers furono tra i principi più liberali nei riguardi degli ebrei; i visconti Raimondo I (morto nel 1167) e Ruggero II (morto nel 1194) accolsero gli ebrei a corte e li protessero dai tumulti provocati dal vescovo, con il pagamento annuale di una tassa di 4 livre d'argento.
Nominarono persino più d'un balivo ebreo. Raimondo-Ruggero sfruttò l'aiuto datogli dagli ebrei e fece loro dirigere l'amministrazione pubblica della stessa Béziers fino alla sua caduta e relativo massacro nel 1209 ad opera delle truppe crociate inviate da Papa Innocenzo III per sterminare l'eresia del catarismo (vedi crociata albigese).

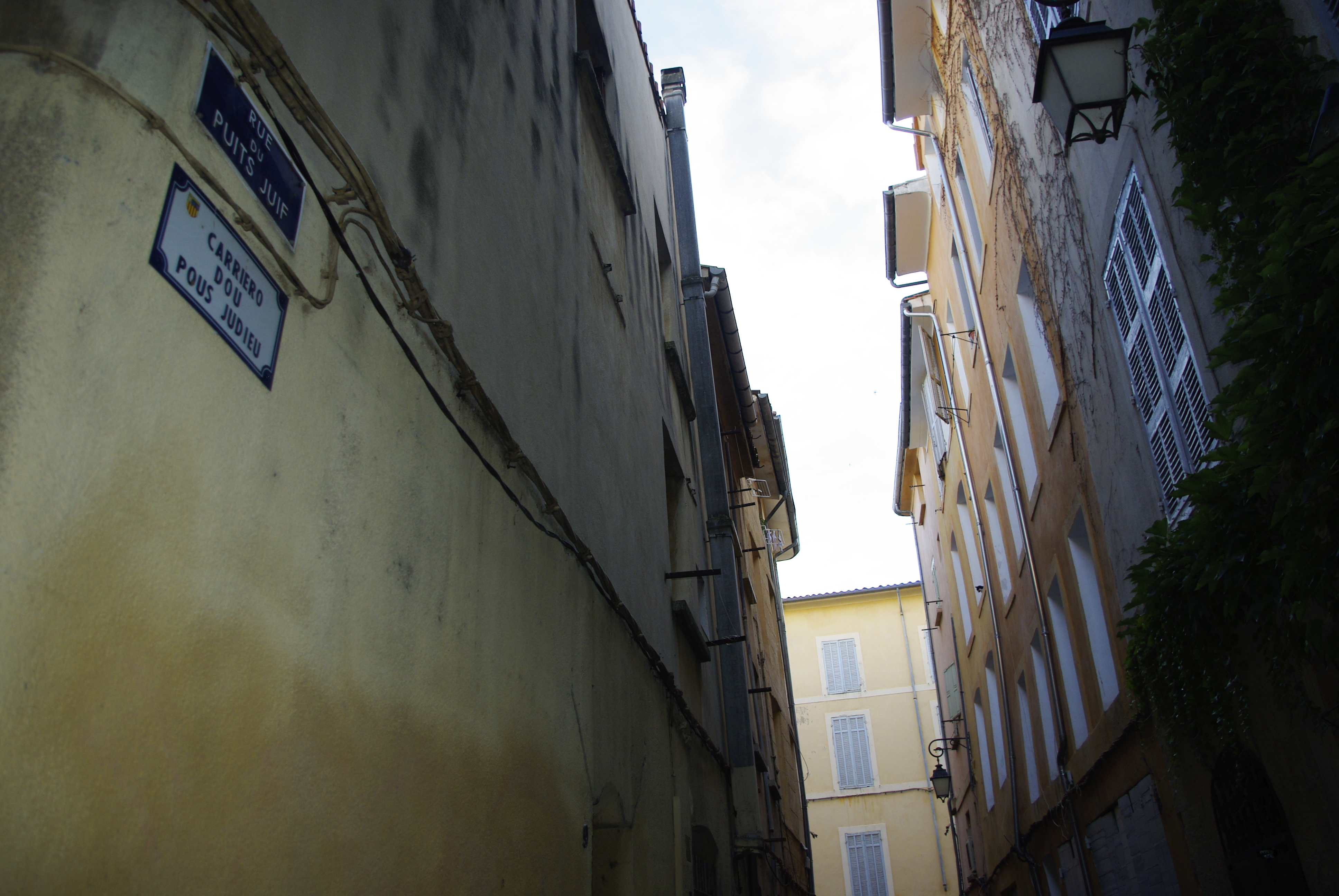
La "rue du puits juif" ad Aix-en-Provence ricorda il quartiere ebraico del XII e XIII secolo.

Beniamino di Tudela, il rabbino esploratore del XII secolo, evocò alcune comunità del Midi citando i nomi di molte yeshiva e dei loro maestri dell'epoca. Gli ebrei poterono impegnarsi nell'agricoltura e nel commercio. Una delle comunità maggiori fu quella di Narbona, con una popolazione di 300 anime e la dotazione di un ospedale. A Montpellier e a Lunel esistettero sinagoghe in grado di accogliere fino a 300 persone e i loro rabbini insegnavano a studenti provenienti da Beaucaire e da Saint-Gilles oltre che da Arles e Marsiglia.
La comunità narbonese fu governata nel XII secolo da Kalonymos ben Toderos, appartenente a un'antica famiglia di Romanioti, il quale possedeva molti immobili la cui proprietà era garantit da lettere patenti. Gli appartenenti alla famiglia Kimchi - originaria della penisola iberica - Joseph, Moïse e David Kimchi furono grammatici e lessicografi narbonesi di rilievo i quali contribuirono alla conoscenza dei testi ebraici per i teologi e gli studiosi cristiani; parteciparono anche a dispute filosofico-teologiche tra ebrei e cristiani.
Per quanto riguarda gli Ibn Tibbon, altri studiosi di origini spagnole con sede prima a Lunl e poi a Montpellier e Marsiglia, spesso praticarono la medicina e parteciparono - con le loro traduzioni dalla lingua araba alla lingua ebraica - alla diffusione degli scritti di Mosè Maimonide, ma anche di Euclide, Aristotele e Galeno.
Anche a Posquières (l'attuale Vauvert), nei pressi di Lunel, esistette una comunità composta da circa 50 persone. Qui crebbe Abraham Ben David (morto nel 1198), uno dei più notevoli commentatori del Talmud del tempo, paragonabile a Rashi e rimasto celebre per la sua critica serrata nei confronti di Maimonide e del suo testo intitolato La guida dei perplessi del 1190. Il figlio di David Isacco il Cieco commentò uno dei libri fondativi della Cabala ebraica, lo Sefer Yetzirah.
Verso la fine del XII secolo gli ebrei di Linguadoca e della Contea di Tolosa conobbero una sorte invidiabile; la vita intellettuale fu brillante e Raimondo VI di Tolosa (conte dal 1173) affidò agli ebrei importanti incarichi, permettendo nel contempo al catarismo di svilupparsi liberamente all'interno dei propri possedimenti.
Beniamino Tudela cita anche i rinomati studiosi e rabbini presenti tra le comunità di Marsiglia e Arles. Nel XII secolo "l'insediamento ebraico si sta diffondendo e fiorisce in tutte le regioni meridionali, anche nei villaggi e non solamente nei centri urbani maggiori; la moltiplicazione della popolazione ebraica qui trasferitasi trova ancora una certa pace e tranquillità"".
«Le potenzialità di al-Andalus fiorirono e crescevano decuplicate nel territorio del Languedoc, divenuto un centro eccezionale di pensiero e scienza ebraica».

## Spoliazioni, massacri ed espulsioni nel XIII e XIV secolo
Il legato del papa, con il compito di dare il via alla crociata albigese, non solo rimproverò il conte di Tolosa per aver permesso al catarismo di diffondersi, ma anche di concedere troppi spazi pubblici agli ebrei. Questi ultimi non finirono sterminati come i catari, ma dopo la sconfitta di Raimondo VII di Tolosa nel 1229 nulla poté più essere come prima; alla sua morte avvenuta nel 1249 le sue terre passarono nelle mani di Alfonso di Poitiers, fratello di Luigi IX di Francia e marito dell'unica erede di Raimondo, Giovanna di Tolosa.
Gli ebrei fuggirono rapidamente per la maggior parte inizialmente nella Catalogna, mentre quelli rimasti sotto il dominio di Alfonso soffrirono di un'arbitrarietà esemplare del tutto simile a quella vissuta dai loro correligionari nel regno di Francia di Luigi IX (detto "il Santo"). Alfonso non mancò di premesse sfavorevoli: la tassazione per far dispensare gli ebrei dall'obbligo d'indossare la rotella gialla identificativa, l'esborso forzoso di fondi per l'indizione della Settima crociata nel 1248, oltre che numerosi altri tentativi di estorsione sotto la perenne minaccia di espulsione, infine l'imposizione di portare aiuto (vitto e alloggio gratuiti) a tutti quei cristiani che sceglievano di partire per l'Ottava crociata (1271). Alla fine gli ebrei migrarono nella Provenza governata dagli Angiò.
Anche i medici ebrei furono temuti per l'influenza che avrebbero potuto esercitare sul "popolo semplice" e così, al Concilio provinciale svoltosi a Béziers nel 1246 la Chiesa decise di vietare a qualsiasi medico ebreo di prestare le proprie cure ad un cristiano, anche se questi si fosse venuto a trovare in pericolo di vita. L'interdetto che colpì una personalità come Moses ibn Tibbon, venne poco dopo rinnovato anche da un altro concilio tenutosi nel Midi.
Ora gli ebrei della Linguadoca si trovarono a seguire il destino di quelli settentrionali e finirono con l'essere espulsi nel 1306 da Filippo IV di Francia, l'anno prima della soppressione - e confisca di tutti i loro beni - avvenuta per ordine reale dei Cavalieri templari. 65.000 livre costituì la somma ottenuta dall'amministrazione reale dalla vendita di tutte le proprietà degli ebrei espulsi da Tolosa nel XIV secolo.
Solo la Contea di Provenza e i possedimenti papali avignonesi del Contado Venassino accolsero gli ebrei. Coloro che invece tornarono nella Linguadoca e riuscirono a rimanervi finirono con l'essere massacrati durante la seconda crociata dei pastori nel 1320 e la quale produsse le stragi peggiori ad Auch, Castelsarrasin e negli altri borghi del Sud-Ovest. A Verdun-sur-Garonne per scampare dal linciaggio si suicidarono. Alcuni ebrei preferirono accettare il battesimo piuttosto che venire ammazzati, ma vennero in seguito considerati dei recidivi (relapsi) dall'Inquisizione e pertanto minacciati di tortura e morte sul rogo se solo si fosse provato un loro eventuale segreto ritorno alle pratiche dell'ebraismo.
I sopravvissuti di Linguadoca dovettero lasciare la regione durante le successive espulsioni del XIV secolo decretate dai "cattolicissimi" sovrani francesi. Molti si stabilirono nei territori della Corona di Aragona.

## Ebraismo provenzale del XIII e XIV secolo
In questo periodo la vita degli ebrei provenzali rimase sostanzialmente paciifica, mentre invece subirono la persecuzione e rinnovate espulsioni dal regno di Francia. Formalmente furono riconosciuti diverse volte come cittadini a Marsiglia, Saint-Rémy-de-Provence e a Tarascona tra il XIII e il XIV secolo. I loro obblighi religiosi vennero addirittura presi in considerazione dai regolamenti marsigliesi; per legge comunale gli abitanti dovevano spazzare la propria via il sabato, mentre agli ebrei ciò venne anticipato al venerdì e furono dispensati dal circolare con un lume acceso durante lo Shabbat e le altre feste religiose ebraiche.
I vincoli a loro imposti si rivelarono leggeri; il cornetto e la rotella identificative da indossare per donne e uomini non fu obbligatorio durante i viaggi. I tribunali civili talvolta intervennero anche nella vita religiosa ebraica, per esempio a Manosque, giudicando un circoncisore che rifiutava i suoi servizi o un uomo che pretendeva indebitamente il titolo di "Cohen" (vedi sacerdote (ebraismo). A Tarascona gli ebrei furono sostenuti nel loro rifiuto di comprare carne non Casher.
Poterono dedicarsi proficuamente al commercio, loro abituale occupazione, ai prestiti con tasso d'interesse e all'industria, in particolare la produzione di sapone nel Regno di Arles e la lavorazione del corallo oltre che a praticare la medicina. Nel 1286 a Manosque esistettero ben 4 medici ebrei, quando la popolazione ebraica non superava di numero le 40 famiglie; si occuparono della cura sia degli ebrei che dei cristiani e poterono anche essere chiamati dai tribunale nella loro veste di esperti.
Ebbero istituzioni comunitarie, sinagoghe, scuole primarie e talmudiche, macellai addetti alla macellazione rituale della carne, ospedali e cimiteri propri. Non vennero tuttavia risparmiati dall'onere fiscale: a Orange la comunità dovette versare un contributo annuale pari a 300 scudi.
Nel 1482, dopo la morte di Renato d'Angiò (detto "il Buono") Luigi XI di Francia divenne il nuovo conte di Provenza. Questi, che aveva tentato di richiamare gli ebrei del Delfinato evitò di tassarli e, al contrario, rinnovò il loro diritto di residenza; una politica che continuò anche all'inizio del regno di Carlo VIII di Francia.
Si verificarono tuttavia rivolte antiebraiche, come ad Arles dove gli scontri portarono alla morte 16 persone, tra cui 9 cattolici che avevano tentato di salvare gli ebrei. Come accadde spesso furono accusati di tutti i problemi economico-sociali esistenti e la corporazione degli edili richiese la loro espulsione, sostenuta dal fatto che già nel 1492 si era verificata l'espulsione degli ebrei dalla Spagna.
Carlo VIII pronunciò l'editto di espulsione nel 1498 e Luigi XII di Francia lo rinnovò il 31 luglio del 1501. Ancora una volta furono costretti a dover scegliere fra il battesimo e l'esilio; ma tra quelli che preferirono il primo si abbatté nel 1512 la "tassa sui neofiti" di 6.000 livre la quale riguardò 122 capifamiglia in 16 località.
Questi "nuovi cristiani" continuarono a subire la discriminazione per quasi tre secoli. Nel 1627 il poeta François de Malherbe parlò di coloro che gli avevano ucciso il figlio Marc-Antoine in duello come "figli di quei carnefici che ti hanno crocifisso". Nel 1778 un editto reale prescrisse l'abolizione di qualsiasi distinzione tra la nobiltà provenzale, fossero pure di origini ebraiche o "maomettane".
Ma a partire dal XVI secolo solo Avignone e il Contado Venassino rimasero aperti agli immigrati ebrei.

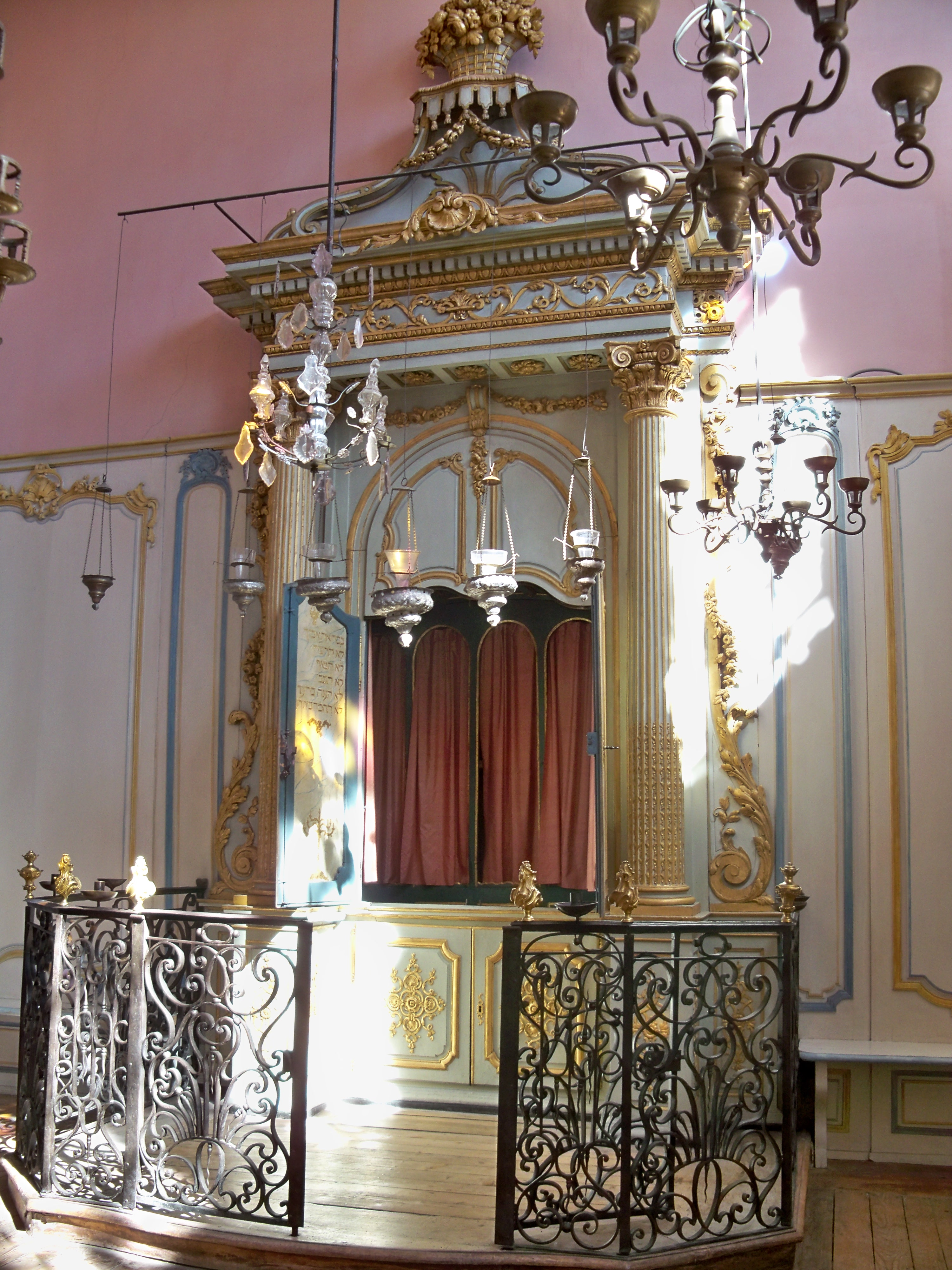
L'Aron haQodesh della sinagoga di Cavaillon.

## Ebrei del Contado Venassino e di Avignone
Anche se troviamo un sigillo ebraico risalente al IV secolo ad Avignone, la presenza ebraica si attesta stabilmente nel territorio a partire dal XII secolo. Risiedettero in un apposito quartiere ebraico sulla "vecchia strada" o forse, in alternativa, attorno a "rue Abraham".
Il 27 marzo del 1247, mercoledì della Settimana Santa, un bambino cristiano venne trovato morto a Valréas. Ciò portò ad una delle prime accuse di omicidio rituale (l'"accusa del sangue") contro gli ebrei; furono immediatamente arrestati, sottoposti a tortura e condannati alla morte sul rogo. Successivamente anche altri ebrei subirono persecuzioni e Papa Innocenzo IV dovette intervenire con fermezza per porre fine a questo scoppio inconsulto di antigiudaismo.
A Carpentras gli ebrei risiedettero almeno dal 28 febbraio del 1276, secondo i registri ufficiali d'imposta del tempo.

### Ebrei del papa dal XIV al XVIII secolo
Per cinque secoli, fino alla rivoluzione francese, gli ebrei del Contado Venassino e quelli avignonesi vissero sotto l'amministrazione dello Stato della Chiesa. Anche se protetti dalle espulsioni rivolte contro i loro correligionari nel regno di Francia, furono comunque vittime di discriminazioni che variarono secondo il tempo: restrizioni professionali, tassazioni, obblighi nell'abbigliamento ma soprattutto, dalla fine del XVI secolo, di vivere in uno dei 4 ghetti predisposti a Carpentras, Avignone, Cavaillon e L'Isle-sur-la-Sorgue.
Dopo una breve prosperità legata alla presenza della corte papale durante la cattività avignonese la popolazione ebraica crebbe fino a tutto il XVIII secolo, quando la riduzione delle restrizioni e il permesso di viaggiare condussero ad una relativa crescita economica, molto ben riflessa dallericche decorazioni interne delle sinagoghe di Carpentras e Cavaillon.

### Ebrei del Principato d'Orange dal XIII al XVIII secolo
La presenza di una piccola comunità ebraica nel Principato di Orange è attestata da un documento datato 6 dicembre del 1282; esso nega loro il diritto di testimoniare contro dei cristiani e di possedere un ufficio pubblico. Nel 1311 una seconda deliberazione permise loro di testimoniare, ma solo con riserva dopo aver ottenuto la debita autorizzazione da parte del principe.
Una terza postilla legale datata 1353 li mise sotto la diretta protezione dl principe, accordando loro lo stesso status civile-giuridico dei cittadini cristiani di Orange, con la piena libertà di esercitare il proprio culto, di eseguire scambi commerciali e di viaggiare. Furono anche autorizzati ad avere un sistema giudiziario interno e di stabilire imposte, pur rimanendo queste ultime soggette alla royalty. Tuttavia quasi subito quest'egualitarismo venne minato alla base: una disposizione ricorda loro l'obbligo d'indossare dei segni distintivi e, verso la fine del decennio, l'autorizzazione ad esercitare la medicina - che gli aveva fatto guadagnare il sostegno del principe - venne ritirata così come la stessa pratica dell'usura ed il commercio di grano.
Nel XIV secolo vi furono due sinagoghe, a Courthézon e Orange, ed un cimitero a Piolenc. Non è stata rinvenuta alcuna traccia di quartiere ebraico, mentre d'altro canto le testimonianze storiche attestano la proprietà di edifici in diversi luoghi del principato e della città. Oltre alle relazioni commerciali con i cristiani quelle di servizio mostrano una forte integrazione, con intercessioni reciproche per affermare i propri interessi.
Costituendo una minoranza al pari del protestantesimo e prosperando nel mondo degli affari rimasero abbastanza velocemente esposti all'invidia del popolino: l'ordine di espulsione giunse il 20 aprile del 1505. Tuttavia, in quanto residenti nelle città dei dintorni, ove il principe garantiva loro una relativa sicurezza, molti di loro già l'anno seguente ripresero le loro attività nel principato; dopo lunghi negoziati del tutto infruttuosi condotti col consiglio comunale per poter riconquistare i propri diritti il principe deliberò un nuovo salvacondotto.
Questi furono annullati nel 1556 quando il consiglio comunale presentò un appello al parlamento del Delfinato sito a Grenoble il quale aveva riconosciuto la validità della licenza concessa precedentemente. Non v'è più alcuna traccia di presenza ebraica ad Orange fino alla metà del secolo successivo, quando la città amministrata dai "consoli" sollecitò il loro ritorno, sperando in tal modo di contribuire a rivitalizzare l'economia e le finanze cittadine. Nel 1687 e nel 1703 Luigi XIV di Francia pronunciò due ordini di espulsione i quali però non saranno eseguiti grazie alla protezione accordata dal conte Jacques Eléonor Rouxel de Grancey e da Luisa Elisabetta di Borbone-Condé.
Sotto la pressione dei commercianti una terza ordinanza reale venne emessa nel 1732 attraverso la quale si identificarono 21 famiglie col diritto di stabilirsi nei quartieri adibiti all'uopo in varie città della regione, tra cui quello di Carpentras. Intorno al 1796 iniziò un movimento migratorio verso Orange e nel 1808 vi erano nuovamente 32 ebrei residenti in quella città.

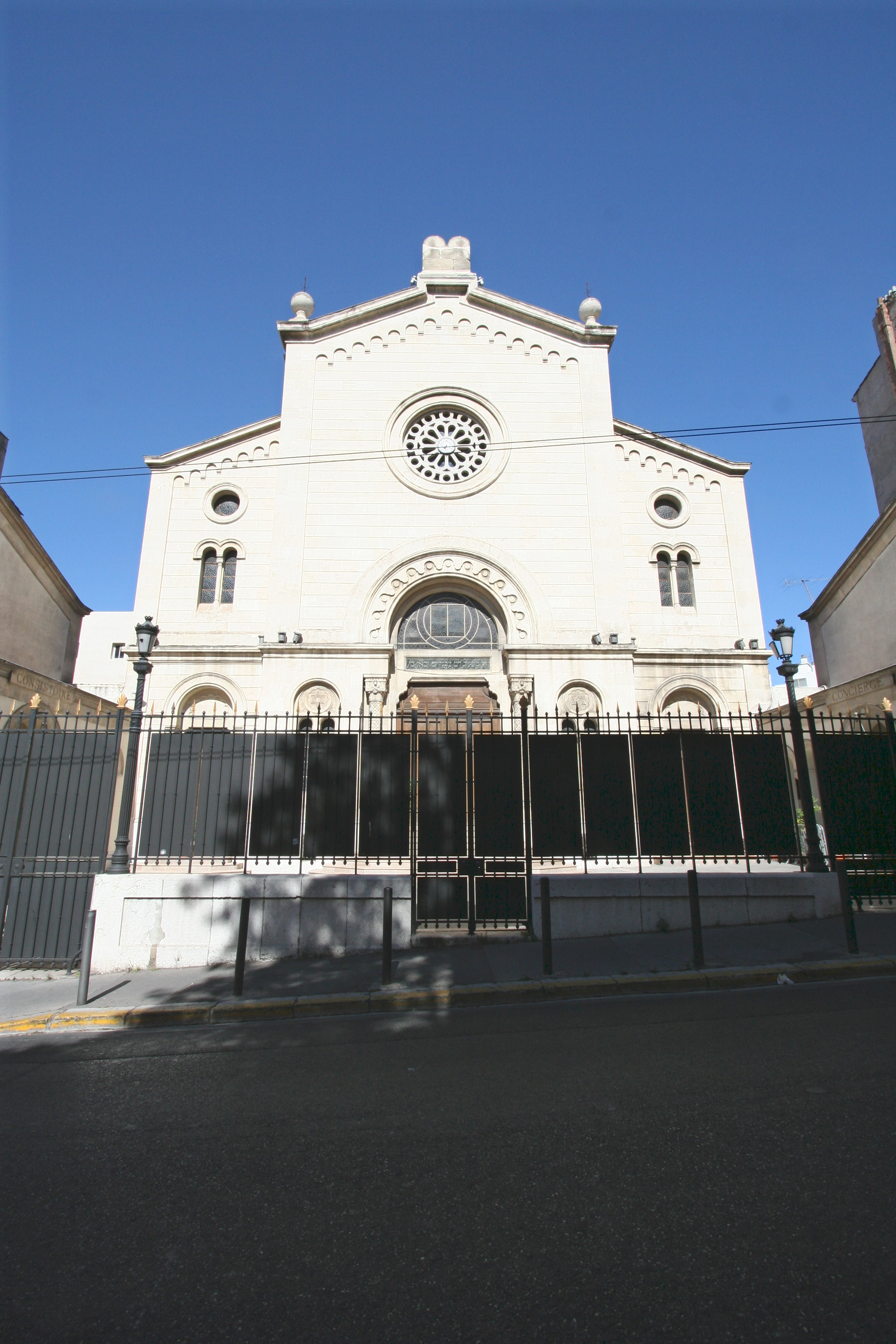
La sinagoga di Marsiglia inaugurata nel 1864.

## Dopo la Rivoluzione
A partire dal 1791 tutti gli ebrei francesi ottennero la cittadinanza e condivisero così la storia degli ebrei in Francia. Nel 1808 Napoleone Bonaparte creò l'amministrazione concistoriale e gli ebrei del Midi dipesero tutti dal concistoro di Marsiglia. Le comunità di Avignone e del Contado Venassino si spopolarono a seguito della migrazione generale in direzione delle metropoli: nel 1892 rimanevano ad Avignone 149 ebrei.
Nonostante ciò l'ebraismo meridionale contribuì a partorire delle figure nazionali fondamentali. Adolphe Crémieux, nato a Nîmes nel 1796, fu un avvocato che riuscì ad ottenere l'abolizione del "giuramento giudaico" (serment more judaico) nonché uno dei creatori dell'Alleanza israelitica universale ed autore del decreto ministeriale che concesse la cittadinanza francese agli ebrei algerini (vedi Storia degli ebrei in Algeria).
Durante la seconda guerra mondiale molti ebrei settentrionali si rifugiarono a Sud, occupato dai tedeschi solamente nel 1942 ed in precedenza sotto il governo di Vichy. Vennero tuttavia anche qui stabiliti dei campi di raccolta, punti di partenza verso i campi di concentramento nazisti, come il campo d'internamento di Milles nei pressi di Aix-en-Provence. Il 26 agosto del 1942 vennero fatte arrestare 419 persone in tutto il dipartimento francese di Hérault nel corso di un rastrellamento effettuato autonomamente da polizia e gendarmeria francese, il che portò come conseguenza alla deportazione.
A Nizza, occupata dalle truppe italiane, gli ebrei sperimentarono una relativa sicurezza; almeno fino alla capitolazione dell'8 settembre del 1943 e all'arrivo dei tedeschi i quali ne deportarono diverse migliaia. Tra di essi vi fu Arno Klarsfeld, padre di Serge Klarsfeld e Simone Veil e la sua famiglia (Jacob).
A seguito della conquista dell'indipendenza da parte dei paesi dell'ex Africa Occidentale Francese, molti ebrei africani scelsero di stabilirsi nel Midi, rivitalizzando come diretta conseguenza tutte le comunità già presenti. Attualmente esistono circa 40 sinagoghe o oratori concistoriali atti a servire 70.000 persone a Marsiglia; 6 a Tolosa per 20.000 persone e 6 pure a Nizza. In queste città esistono a tutt'oggi anche gruppi dell'ebraismo riformato.

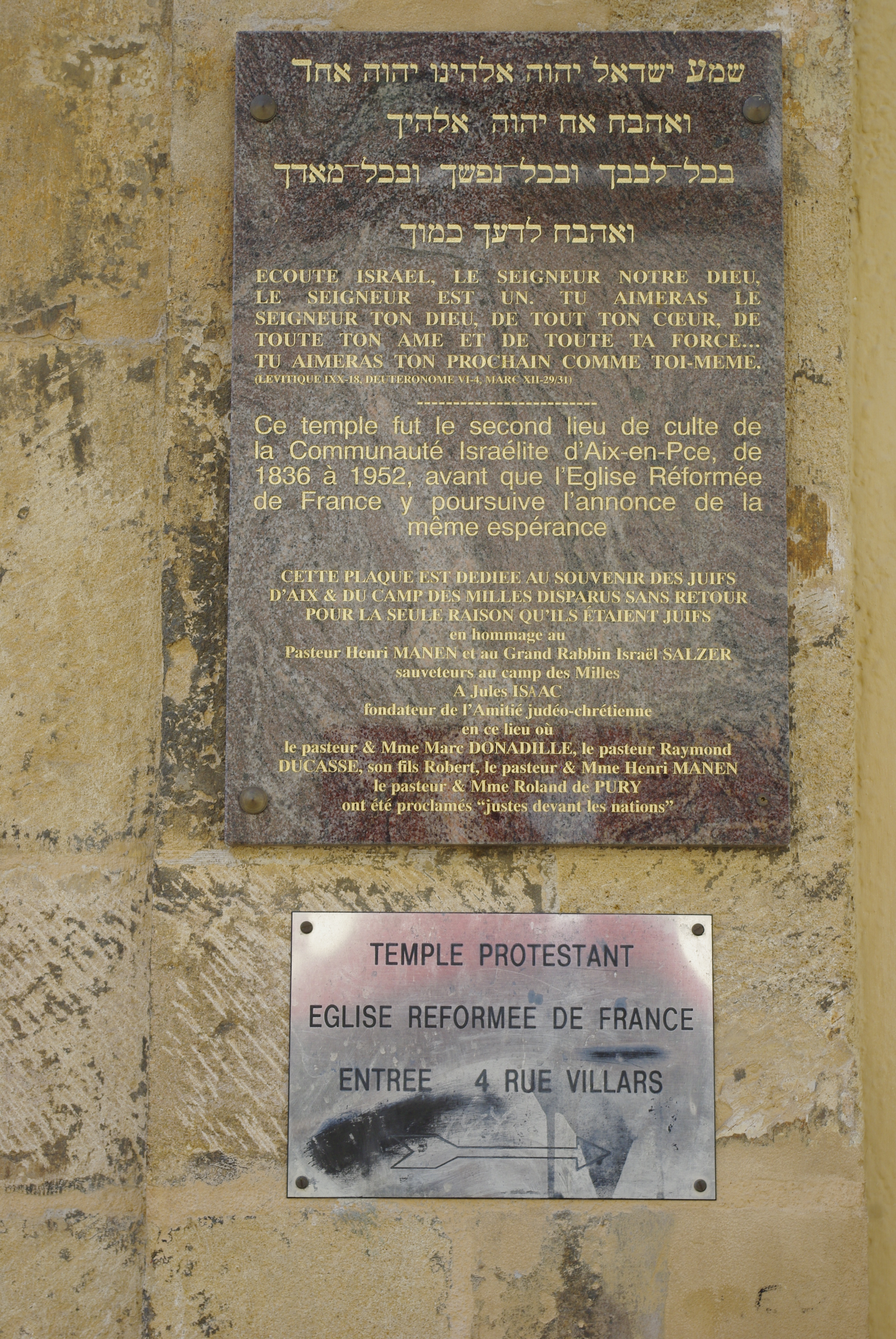
La targa che ricorda l'antica sinagoga di Aix-en-Provence e commemora la deportazione degli ebrei dal campo di Milles.